# تاكاهيرو شيباساكي
تاكاهيرو شيباساكي (باليابانية: 柴崎 貴広) (23 مايو 1982 في يوكوسوكا في اليابان – )؛ هو لاعب كرة قدم ياباني سابق كان يلعب كحارس مرمى.

## وصلات خارجية
- تاكاهيرو شيباساكي على موقع رابطة كرة القدم اليابانية للمحترفين (اليابانية)
- تاكاهيرو شيباساكي على موقع قاعدة بيانات كرة القدم.إي يو (الإنجليزية)
- تاكاهيرو شيباساكي على موقع Soccerway.com (الإنجليزية)
- تاكاهيرو شيباساكي على موقع عالم كرة القدم.نت (الإنجليزية)